# Rzymek
Rzymek (deutsch Romberg) ist ein kleiner Ort in der polnischen Woiwodschaft Ermland-Masuren und gehört als Teil des Dorfes Wilkowo Małe (Klein Wolfsdorf) zur Gmina Barciany (Landgemeinde Barten) im Powiat Kętrzyński (Kreis Rastenburg).

## Geographische Lage
Rzymek ist ein Weiler des Dorfes Wilkowo Małe (Klein Wolfsdorf) und liegt in der nördlichen Mitte der Woiwodschaft Ermland-Masuren, 15 Kilometer nordwestlich der Kreisstadt Kętrzyn (deutsch Rastenburg).

## Geschichte
Romberg war bis 1945 ein Vorwerk von Dönhofstädt (polnisch Drogosze) und wurde 1870 gegründet. Am 12. Dezember 1870 wurde dazu im Königsberger Amtsblatt vermerkt: Das neugebildete Vorwerk Romberg im Kreise Rastenburg betreffend: Dem auf der Feldmark des Dorfes Groß Wolfsdorf, Kreises Rastenburg, gegründeten, der Frau Gräfin zu Stolberg-Wernigeraode auf Dönhoffstädt zugehörenden Vorwerk ist der Name Romberg beigelegt worden, wodurch jedoch der communalen, polizeilichen und sonstigen Verhältnissen nichts geändert wird. 1885 zählte das Vorwerk Romberg 31 Einwohner, 1905 waren es 36.
In Kriegsfolge kam 1945 das gesamte südliche Ostpreußen zu Polen, was auch Romberg betraf. Der Ort erhielt die polnische Namensform „Romberg“ und ist heute als „Przysiółek wsi“ ein Weiler innerhalb des Dorfes Wilkowo Małe (Klein Wolfsdorf) und somit ein Ort im Verbund der Landgemeinde  Barciany (Barten) im Powiat Kętrzyński (Kreis Rastenburg), bis 1998 der Woiwodschaft Olsztyn (Allenstein), seither der Woiwodschaft Ermland-Masuren zugehörig.

## Kirche
Bis 1945 war Romberg in den Pfarrsprengel der Kirche Groß Wolfsdorf der vereinten evangelischen Kirchengemeinden Groß Wolfsdorf-Dönhofstädt in der Kirchenprovinz Ostpreußen der Kirche der Altpreußischen Union sowie in die katholische Kirche in Korschen im damaligen Bistum Ermland eingepfarrt.
Heute gehört Rzymek katholischerseits zur Pfarrei Drogosze im jetzigen Erzbistum Ermland sowie evangelischerseits zur Kirchengemeinde in Barciany, einer Filialgemeinde der Johanneskirche in Kętrzyn innerhalb der Diözese Masuren der Evangelisch-Augsburgischen Kirche in Polen.

## Verkehr
Rzymek liegt an einer Nebenstraße, die die beiden Woiwodschaftsstraßen DW 590 und DW 592 über Saduny (Sdunkeim) miteinander verbindet. Eine Bahnanbindung besteht nicht.